# 市松小僧の女
『市松小僧の女』（いちまつこぞうのおんな）は、池波正太郎作の歌舞伎演目である。1977年2月池波自身の演出により歌舞伎座で初演された際には新作歌舞伎の優れた脚本に贈られる大谷竹次郎賞を受賞した。2019年11月に歌舞伎座で『江戸女草紙市松小僧の女』の外題で初演以来42年ぶりに再演された。また、池波の短編小説に「市松小僧始末」という作品があり、『鬼平犯科帳』や『剣客商売』（1973年）の「男まさり」に脚色されている。

## キャスト

### 初演時
- 尾上梅幸 (7代目) - お千代
- 中村又五郎 (2代目) - 市松小僧又吉
- 尾上多賀之丞 (3代目) - おかね
- 河原崎権十郎 (3代目) - 仙太郎
- 中村芝雀 (7代目) - お雪
- 市川門之助 (7代目) - お吉
- 市村羽左衛門 (17代目) - 嶋屋重右衛門
- 尾上松緑 (2代目) - 永井与五郎

### 再演時
- 中村時蔵 (5代目) - お千代
- 中村鴈治郎 (4代目) - 市松小僧又吉
- 片岡秀太郎 (2代目) - おかね
- 片岡市蔵 (6代目) - 仙太郎
- 中村梅枝 (4代目) - お雪
- 中村春之助 - お吉
- 市川團蔵 (9代目) - 嶋屋重右衛門
- 中村芝翫 (8代目) - 永井与五郎